# نيحا (بترون)
نيحا هي إحدى القرى اللبنانية من قرى قضاء البترون في محافظة الشمال.